# Маренка полегла
Маренка полегла (Asperula supina) — вид трав'янистих рослин родини маренові (Rubiaceae), поширений у південно-східній Європі. Етимологія: лат. supinus — «лежачий».

## Опис
Багаторічна рослина 10–15 см завдовжки. Стебла на всьому протязі шереховато-дрібнощетинисті, догори з рідким запушенням. Віночок 2.5–3 мм довжиною, з лопатями близько 0.5 мм шириною. Трубка віночка густодрібнощетиниста.

## Поширення
Європа: пд.-зх. Росія, Крим — Україна.
В Україні зростає на крейдяних відслоненнях — у Степовому й гірському Криму. Входить до переліків видів, які перебувають під загрозою зникнення на територіях АРК і м. Севастополя.